# Musculus genioglossus
De musculus genioglossus of kin-tongspier  is de sterkste uitwendige tongspier.
Hij ontspringt gepaard in het midden van de binnenzijde van de onderkaak (spina mentalis), en straalt waaiervormig uit in het tonglichaam (van de tongpunt naar de tongbasis).
De onderste vezels lopen naar de tongbasis. Deze houden de tong terug van het strottenhoofd en trekken de tong(basis) naar voren. De overige vezels trekken de tong naar de mondbodem.
De musculus genioglossus wordt geïnnerveerd door de twaalfde hersenzenuw, de nervus hypoglossus.